# 孤雲懐奘

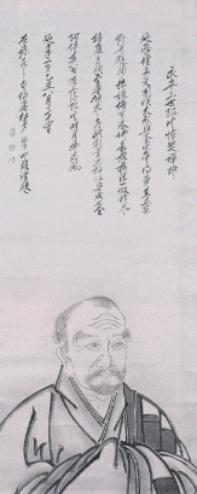
孤雲懐奘

孤雲懐奘（こうん えじょう、懐弉とも。建久9年〈1198年〉 - 弘安3年8月24日〈1280年9月19日〉）は、鎌倉時代の禅宗僧侶。
曹洞宗の第2祖、永平寺の第2世（在任、建長5年（1253年）7月 - 文永4年（1267年）。再任、文永9年（1272年）2月 - 弘安3年8月）。諡号は道光普照国師（どうこうふしょうこくし）。

## 略歴
九条為通の子として京都に生まれる。幼少の頃より比叡山に上り、18歳で出家し天台宗の学僧になる。学識に優れ将来を嘱望されるが、実母に「学問だけをして偉くなるよりも、黒衣の非俗として菅笠裸足で往来し、済度衆生を果たしなさい」と諭され下山。24歳で浄土宗西山派の証空について浄土教学を修めるが得心せず、さらに26歳の時、大和国多武峯（とうのみね）に日本達磨宗の覚晏を訪ね禅を学ぶ。
懐奘は覚晏より印可を受け高弟となるが、安貞2年（1228年）、興福寺衆徒の焼き討ちを受け避難を余儀なくされる。このような混乱の中、宋から帰り建仁寺に寄寓していた道元の評判を聞き、法戦を挑む。法戦は数日に及んだが、ついに道元の所見が優れていることを認め、道元の方が2歳年下ではあったが、禅宗僧として師事を願いでるも、当時は道元自身が、仮寓の身であることを理由に断られる。文暦元年（1234年）、建仁寺を出て山城国深草に草庵を結んでいた道元を訪ね、再び師事を願いでて許される。
嘉禎元年（1235年）8月15日、菩戒を受け、嘉禎2年（1236年）に道元が近江国興聖寺を開山すると首座に任じられ大衆の長老となる。以後、常に道元の身辺に随身し、道元の教えを筆記し広めることにつとめた。
道元の著作『正法眼蔵』のほぼすべてを整理・筆写し、現在残されている同書はすべて懐奘写本を底本としている。また、嘉禎3年（1237年）から道元が日ごろ大衆に語った法語をまとめた『正法眼蔵随聞記』を著した。現在の研究では、懐奘の書き残した遺稿を、没後高弟達が編集し完成させたとするのが定説になっている。同書は、道元の人となりや当時の禅界の事情を知る上で欠くことのできない一級資料とされている。懐奘のもう一つの著作『光明蔵三昧』は優れた禅文学として評価され、夏目漱石は「コレハ訳ノ分ツタ人ノ云条ナリ。真ノ常識ナリ」と賛辞を残している。
仁治2年（1241年）、日本達磨宗の僧数十人が道元門下に改宗する。この改宗に懐奘がどの程度関与していたのかは明確ではないが、少なからぬ役割を果たしていたことは容易に推測される。
建長5年（1253年）、道元入寂後、跡を継いで永平寺2世となる。当時の永平寺は、道元の遺風を守ろうとする保守派と、衆生教化のために道元が不要とした法式も取り入れようとする開放派（その多くが日本達磨宗の法系に属していた）が対立し、懐奘は常に双方の調停・融和に努めなければならなかった。
文永4年（1267年）4月、日本達磨宗時代からの法弟である徹通義介に住職を譲るが、両派の対立が激化（三代相論）する。このため、文永9年（1272年）2月、義介が辞任下山し、懐奘が再任する。
永平寺の住職となった後も道元の侍者であるとの姿勢を終生変えず、道元の霊廟の脇に居室を建て、道元の頂相に生前同様に仕えたといわれる。また、自分が歴住として道元と同列に祀られることをおそれ「自分の遺骨は先師（道元）の墓所の侍者の位置に埋め、忌日には先師の墓前に向かい供養読経するべし」と遺言した。
弘安3年8月24日（1280年9月19日）、病没。自分のために特別に法要が営まれることを厭い、8日間営まれる先師道元の忌日法要の1日の回向に与ることを願い、願い通りになった。
昭和5年（1930年）、昭和天皇より道光普照国師の国師号の宣下を受ける。

## 逸話
永平寺では承陽殿（道元の廟所）入口の扉を常に少し開けておくことが慣例となっている。これは現在でも懐奘が道元の廟所を見廻りに上るとされているためである。また、夜中の役寮点検（責任者の山内巡視）は懐奘と行き当たることのないよう、子の刻（午前0時）を外して行われているという。 

## 関係文献
- 『永平寺三祖行業記』：『続群書類従』第９輯 上、1905、285頁
- 『伝光録』大正大蔵経 No. 2585 岩波文庫、243頁
- 白石芳留『禅宗編年史』 観音堂、1937、243頁
- CiNii>懐弉